# Early in the Morning
Early in the Morning is een nummer van het Nederlandse dj-trio Kris Kross Amsterdam, de Jamaicaanse zanger Shaggy en de Britse zanger Conor Maynard uit 2021.
In het nummer is de shanty What Shall We Do With The Drunken Sailor gesampled. "Early in the Morning" werd een hit in het Nederlandse taalgebied. In de Nederlandse Top 40 bereikte het nummer de 3e positie, terwijl het in de Vlaamse Ultratop 50 goed was voor een 17e positie. Het was de derde keer dat Kris Kross Amsterdam met Conor Maynard een hit scoorde, eerder gebeurde dat met de nummers Are You Sure? en Whenever.